# Forever Free
Forever Free is het elfde album van de Britse band Saxon, uitgebracht in 1992 door Virgin Records/EMI. Nigel Glockler kwam terug als drummer op deze plaat.

## Nummers
1. Forever Free - 4:57
2. Hole in the Sky - 4:42
3. Just Wanna Make Love to You - 3:54
4. Get Down and Dirty - 5:05
5. Iron Wheels - 4:12
6. One Step Away - 4:57
7. Can't Stop Rockin' - 4:03
8. Nighthunter - 3:22
9. Grind - 4:23
10. Cloud Nine - 4:36

## Bezetting
- Biff Byford - zang
- Graham Oliver - gitaar
- Paul Quinn - gitaar
- Nibbs Carter - basgitaar
- Nigel Glockler - drums